# TSZ Velbert
Das Tanz-Sport-Zentrum Velbert e. V. ist ein deutscher Tanzsportverein in Velbert. Der Verein wurde im Oktober 1996 in der Tanzschule Velbert gegründet. Im September 1997 erfolgte der Aufbau einer ersten Lateinformation, die bereits im Februar 1998 in der Landesliga West Latein an den Start ging. Ende 1999 trennte sich der Verein von der Tanzschule Velbert.
Der Verein verfügt über mehrere Abteilungen, darunter Tanzsport mit Lateinformationen und Turniertanzen im Standard- und Lateinbereich, Kindertanzen, Video-Clip-Dance und HipHop. Weiterhin gibt es Kung-Fu-Angebote und Kurse in der Gesundheitsvorsorge (Tai Ji und Qi Gong).
Der Verein war über Jahre in der Sektion Formationstanzen erfolgreich. Er verfügte über zwei Lateinformationen. Von 2013 bis 2015 traten die Formationen in einer Formationsgemeinschaft mit dem TC Seidenstadt Krefeld an. Im Mai 2015 wurde eine Formationsgemeinschaft mit dem T.T.C. Rot-Weiss-Silber Bochum gebildet. Nach der Saison 2015/16 zog sich der Verein aus dem Formationssport zurück. Die Formationen des Vereins wechselten zum neu gegründeten 1. TSZ Velbert.

## Lateinformationen

### A-Team

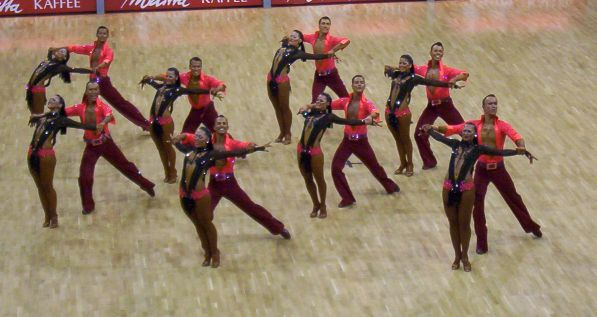
Die Lateinformation bei der Deutschen Meisterschaft der Formationen 2008

Das A-Team des TSZ Velbert wurde im September 1997 gegründet. Anfang 1998 startete das Team erstmals in der Landesliga West Latein mit dem musikalischen Thema „West Side Story“ und erreicht auf Anhieb den 1. Platz der Landesliga West Latein. Im folgenden Aufstiegsturnier erreichte das Team den 2. Platz und schaffte so bereits nach einer Saison den Aufstieg in die Oberliga West Latein. Nur ein Jahr später gelang der direkte Aufstieg in die Regionalliga West Latein.
In der Saison 2000/01 tanzte das Team ihre neue Choreographie zum musikalischen Thema „Studio 54“. Zwar qualifizierte sich das Team für das Aufstiegsturnier zur 2. Bundesliga Latein, erreichte dort aber nur den 3. Platz und verpasste so den direkten Aufstieg. Da der TSA Blau-Silber ASV Neumarkt jedoch in der Saison 2001/02 nicht mehr in der 2. Bundesliga antrat, wurde das Team des TSZ Velbert für die 2. Bundesliga nachnominiert.
In der 2. Bundesliga tanzte das A-Team des TSZ Velbert zunächst nur eine Saison. In allen fünf Turnieren erreichte die Mannschaft den 2. Platz und stieg so in die 1. Bundesliga Latein auf. Die Saison 2002/03 beendete das Team dann auf dem 7. und somit vorletzten Platz und stieg nach einer Saison in der 1. Bundesliga wieder in die 2. Bundesliga ab. In der folgenden Saison erreichte das Team mit dem musikalischen Thema „Jazz Hot“ erneut den 2. Platz der 2. Bundesliga und stieg 2004 wieder in die 1. Bundesliga auf. Seit der Saison 2004/05 tanzte die Formation ununterbrochen in der 1. Bundesliga Latein.
Da die TSG Bremerhaven ihr A-Team nach der Saison 2007/08 aus der Bundesliga zurückzog, wurde das A-Team des TSZ Velbert für die Weltmeisterschaft im Herbst 2008 nachnominiert und erreichte dort, wie auch bei der Europameisterschaft 2009, den 3. Platz.
Trainer des A-Teams waren Astrid Kallrath und Steffen Runge.
Themen und Platzierungen:
- 1997/98: „West Side Story“, Landesliga 2. Platz, Aufstieg Oberliga
- 1998/99: „West Side Story“, Oberliga 3. Platz, Aufstieg Regionalliga
- 1999/00: Regionalliga 4. Platz
- 2000/01: „Studio 54“, Regionalliga 2. Platz, Aufstieg 2. Bundesliga
- 2001/02: „Studio 54“, 2. Bundesliga 2. Platz, Aufstieg 1. Bundesliga
- 2002/03: „Studio 54“, DM 7. Platz, 1. Bundesliga 7. Platz, Abstieg 2. Bundesliga
- 2003/04: „Jazz Hot“, 2. Bundesliga 2. Platz, Aufstieg 1. Bundesliga
- 2004/05: „Jazz Hot“, DM 5. Platz, 1. Bundesliga 5. Platz
- 2005/06: „Soul Passion“, DM 3. Platz, 1. Bundesliga 3. Platz
- 2006/07: „Ethno“, DM 5. Platz, 1. Bundesliga 5. Platz
- 2007/08: „Café del Mar“, DM 3. Platz, 1. Bundesliga 3. Platz
- 2008/09: „Fortis Nova“, DM 2. Platz, WM 3. Platz, 1. Bundesliga 2. Platz
- 2009/10: „Fortis Nova“, EM 3. Platz, DM 2. Platz, WM 3. Platz, 1. Bundesliga 2. Platz
- 2010/11: „Fame“, WM 3. Platz, DM 2. Platz, 1. Bundesliga 3. Platz
- 2011/12: „Lionel Richie“, DM und 1. Bundesliga 3. Platz
- 2012/13: „Lionel Richie“, DM und 1. Bundesliga 3. Platz
- 2013/14: „Opus“, DM 3. Platz und 1. Bundesliga 3. Platz
- 2014/15: „Opus“, DM 3. Platz und 1. Bundesliga 4. Platz
- 2015/16: „Herzschlag“, DM 4. Platz und 1. Bundesliga 2. Platz

### B-Team
Das B-Team des TSZ Velbert wurde im Frühjahr 2005 neu gegründet. Es trat in der Saison 2005/06 mit dem musikalischen Thema „Studio 54“ erstmals in der Landesliga West Latein an und erreichte auf Anhieb einen geteilten 1. Platz. Im Aufstiegsturnier zur Oberliga West Latein erreichte das Team den 5. Platz und stieg in die Oberliga West auf. Mit dem dann neuen musikalischen Thema „Café del Mar“ stieg das Team im Mai 2008 in die Regionalliga West Latein auf. In der Saison 2010/11 belegte das Team in der Regionalliga West den 2. Platz und qualifizierte sich somit für das Aufstiegsturnier zur 2. Bundesliga Latein. Der Aufstieg wurde mit dem 2. Platz geschafft. Bis zur Saison 2013/14 tanzte das B-Team des TSZ Velbert in der 2. Bundesliga. 
Trainer des B-Teams war Astrid Kallrath.

### Weitere Lateinformationen
Im April 2007 wurde ein C-Team des TSZ Velbert gegründet. Es trat in der Saison 2007/08 zunächst in der Landesliga West Latein an und stieg am Ende der Saison in die Oberliga West Latein auf. In der Oberliga West tanzte das Team bis zum Ende der Saison 2009/10, stieg dann aber wieder in die Landesliga West ab. Nach dem Abstieg trat das Team nicht wieder zu Ligaturnieren an.
Vorübergehend bestand im Verein auch ein D-Team, das im September 2008 gegründet wurde, jedoch mangels Paaren nicht an Ligawettkämpfen teilnehmen konnte. Die Mannschaft wurde im Juni 2009 mit dem damaligen C-Team zusammengelegt.